# Frangivento
Frangivento is een Italiaans automerk dat is opgericht in 2016 en dat gespecialiseerd is in sportwagens. Het hoofdkantoor is gevestigd in Turijn. Alle auto's van Frangivento worden met de hand gebouwd.

## Modellen
- Asfane
- Asfane DieciDieci
- Sorpasso
- Sorpasso GTXX
- GT65